# João, o Exarca
João, o Exarca (em antigo eslavo eclesiástico:  Їѡаннъ Єѯархъ, em búlgaro:  Йоан Екзарх; séc. IX, império búlgaro - séc. X, preslava) é um dos escritores e representantes mais famosos e prolíficos da Escola Literária de Preslava. Ele não é um estudante de Cirilo e Metódio.
Ele também é um tradutor do grego antigo para o antigo búlgaro, ao mesmo tempo em que faz uma grande contribuição para a construção da norma linguística. Ele tenta introduzir palavras novas e complexas. 